# سول آباد (مقاطعة تشرداول)
سول‌آباد (بالفارسية: سول‌آباد) هي قرية تقع في قسم زردلان الريفي (مقاطعة تشرداول) في إيران. يقدر عدد سكانها بـ 43 نسمة بحسب إحصاء 2016.